# Nelly Montiel
Pour les articles homonymes, voir Montiel (homonymie).
Nelly Montiel (1919-1951) est une actrice argentine. Après des débuts dans des films argentins, elle part au Mexique, où se trouvait alors la plus grande industrie cinématographique hispanophone au monde.
Elle meurt dans un accident de voiture à l'âge de trente-deux ans.

## Filmographie

### En Argentine
- Centauros del pasadov (1944)
- La canción que tú cantabas (1939)
- El sobretodo de Céspedes (1939)
- Plegaria gaucha (1938)
- Sierra chica (1938)
- Sol de primavera (1937)
- Muchachos de la ciudad (1937)
- Ayúdame a vivir (1936)

### Au Mexique
- II Especialista en señoras (1951)
- Puerto de tentación (1951)
- Retorno al quinto patio (1951)
- Nosotras, las taquígrafas (1950)
- El amor no es ciego (1950)
- Cuando el alba llegue (Fuego en la carne) (1950)
- Mariachis (1950)
- La vida en broma (1950)
- Canta y no llores (1949)
- La panchita (1949)
- La rebelión de los fantasmas (1949)
- Calabacitas tiernas (1948)
- Ustedes los ricos (1948)
- Mi esposa busca novio (1948)
- De pecado en pecado (1948)
- Matrimonio sintético (1948)
- La barca de oro (1947)
- Si me han de matar mañana (1947)
- Se acabaron las mujeres (1946)
- Campeón sin corona (1946)
- El socio (1946)
- Rancho de mis recuerdos (1946)
- El amor las vuelve locas (1946)
- El secreto de la solterona (1945)